# Nhá Chica
Nhá Chica, (in portoghese Signora Francesca, al secolo Francisca de Paula de Jesus (São João del-Rei, 1810 – Baependi, 14 giugno 1895), è stata una religiosa brasiliana, portata alla gloria degli altari il 4 maggio 2013.

## Biografia
Francisca de Paula de Jesus nacque nel 1810, nel quartiere Santo Antônio do Rio das Mortes Pequeno, di São João del Rei, Minas Gerais, da umilissima famiglia. Era figlia di schiavi. Fu battezzata il 26 aprile 1810. Ancora bambina, si trasferì con la famiglia a Baependi, a sud del Minas Gerais, dove visse fino al giorno della sua morte, il 14 giugno 1895.
Rimasta orfana a dieci anni, dovette dedicarsi alla famiglia. Devota alla Madonna Nossa Senhora da Conceição, passò la vita in preghiera e facendo la carità ai poveri. Costruì, nei pressi della sua casa una cappellina dedicata proprio alla Madonna Nossa Senhora da Conceição, dove venne sepolta.

## Culto
Il 4 gennaio 2011 Benedetto XVI ha approvato il decreto nel quale venivano riconosciute le virtù eroiche di Nhá Chica, e il successivo titolo di venerabile.
Il 13 ottobre 2011 la Commissione Medica della Congregazione per le cause dei santi dichiara, dopo avere analizzato i fatti, che la guarigione da problemi cardiaci dell'insegnante Ana Lúcia Meirelles Leite non ha spiegazione scientifica.
È stata ufficialmente beatificata il 4 maggio 2013 a Baependi, dal cardinal Angelo Amato, rappresentante della Santa Sede e prefetto della Congregazione per le cause dei santi. Papa Francesco, durante il Regina Coeli del 5 maggio si è unito pubblicamente in preghiera al popolo brasiliano per la beatificazione di Nhá Chica.
La festa liturgica si celebra il 14 giugno, giorno della sua morte.